# كبريتية بيضية
كبريتية بيضية (بالإنجليزية: Sulfurovum)‏ هي جنس من البكتيريا، سلبية الغرام، تتبع الملويات.